# Эрас, Роберто
Робе́рто Э́рас Эрна́ндес (исп. Roberto Heras Hernández; род. 1 февраля 1974 года в Бехаре) — завершивший карьеру испанский профессиональный шоссейный велогонщик, четырёхкратный победитель Вуэльты Испании. В 2005 году Эрас выиграл Вуэльту в рекордный четвёртый раз, но был дисквалифицирован за приём эритропоэтина, после чего завершил карьеру.

## Карьера
В 1995 году Роберто Эрас пришёл в систему команды «Kelme». В следующем году он выиграл гонку Subida al Naranco, а в 1997 году 12-й этап своей первый Вуэльты Испании, которую он завершил на пятом месте. В следующем году Эрас выиграл ещё один этап Вуэльты и Clásica de Amorebieta. В 1999 году он впервые поднялся на подиум Вуэльты, и выиграл по этапу на Вуэльте Каталонии и Джиро д’Италия. Вуэльта Испании 2000 стала для Эраса триумфальной: победа в генеральном зачёте и на двух этапах.
Эта победа привела Эраса в «US Postal Service». 5-е место Тур де Франс 2000 так и осталось для него лучшим выступлением на французской супервеломногодневке, в новой команде эту гонку Эрас проводил в качестве главного грегори Лэнса Армстронга. Однако Вуэльта осталась вотчиной испанца, после 4-го и 2-го мест в 2001 и 2002 годах он снова выиграл в 2003.
После этой победы Эрас заключил контракт с «Liberty Seguros», и считался одним из претендентов на победу в Тур де Франс 2004, но сошёл в конце гонки из-за плохой физической подготовки. Это не помешало ему в сентябре снова выиграть Вуэльту, повторив рекорд Тони Ромингера. Следующая Вуэльта снова осталась за Эрасом, но его допинг-проба, сделанная в день последней разделки, через 2 месяца дала положительный результат на эритропоэтин. Эрас был лишён последнего титула (победа отошла Денису Меньшову) и дисквалифицирован на 2 года. Он пытался обжаловать результат, ссылаясь на ошибки при взятии проб и анализе, но потерпел неудачу. Незадолго до окончания срока дисквалификации испанец объявил о завершении карьеры.
06 фев 2016, 00:18
Испанский велогонщик Роберто Эрас получит от государства более 720 тысяч евро в качестве компенсации за то, что он был ошибочно дисквалифицирован на два года за применение допинга, сообщает агентство Франс Пресс.
Эрас в 2005 году одержал победу на "Вуэльте Испании", а спустя два месяца допинг-проба, взятая у испанца во время многодневки, показала положительный результат на эритропоэтин. Эрас был дисквалифицирован на два года, а победителем был признан россиянин Денис Меньшов, занявший второе место. Не дождавшись окончания срока дисквалификации, Эрас объявил о завершении карьеры, а в 2012 году суд признал, что велогонщик был дисквалифицирован ошибочно из-за ошибки при взятии проб и анализе.
Национальный суд Испании в Мадриде, специализирующийся на финансовых делах, признал, что за время дисквалификации Эрас мог заработать более 720 тысяч евро, обязав государство компенсировать ему эту сумму.

## Результаты в Гранд Туре и на чемпионатах мира
| Соревнование    | 1997 | 1998 | 1999 | 2000 | 2001 | 2002 | 2003 | 2004 | 2005 |
| --------------- | ---- | ---- | ---- | ---- | ---- | ---- | ---- | ---- | ---- |
| Джиро д’Италия  | -    | -    | 5    | -    | -    | -    | -    | -    | -    |
| Тур де Франс    | -    | -    | -    | 5    | 15   | 9    | 34   | НФ   | 45º  |
| Вуэльта Испании | 5    | 6    | 3    | 1    | 4    | 2    | 1    | 1    | 1    |
| Чемпионат мира  | 52   | НФ   | -    | -    | -    | -    | -    | -    | -    |